# Prostitution au Yémen
La prostitution au Yémen est illégale mais courante, surtout à Aden et dans la capitale, Sanaa. L'ONUSIDA estime qu'il y a 54 000 prostituées dans le pays. Beaucoup de ces femmes se sont tournées vers la prostitution à cause de la pauvreté. Beaucoup sont des réfugiées somaliennes. La peine pour prostitution est de trois ans d'emprisonnement.
Une grande partie de la prostitution a lieu dans les hôtels de Sanaa. Certains hôtels ont des «prostituées de maison» et il est possible de réserver une chambre et une femme prête à l'arrivée.
De nombreux touristes sexuels originaires d'autres États du Golfe, en particulier les Saoudiens et les Emiratis, se livrent à ce que l'on appelle des «mariages de touristes». Ceux-ci sont autorisés par certaines autorités islamiques comme des mariages « misyars ».
Le trafic sexuel et la prostitution des enfants sont des problèmes dans le pays.

## Activisme islamique
En 2009, la police religieuse yéménite a mené une répression contre la prostitution organisée par des Chinois à Sanaa. Les travailleurs de nombreux salons de massage, spas et restaurants ont été traînés dans les rues et les établissements ont été fermés. Il a été allégué que la corruption avait permis aux établissements de fonctionner jusque-là. La police a été forcée d’agir par le « Comité de la vertu et du vice », dirigé par le religieux Abdul Majeed al-Zindani. Zindani, qui avait été désigné terroriste par les États-Unis en 2004, avait déjà émis une fatwa pour la démolition de la maison d'un homme soupçonné de diriger un réseau de prostitution.
En janvier 2012, des islamistes armés ont attaqué un hôtel d'Aden qu'ils soupçonnaient d'être utilisé à des fins de prostitution. Plus de 10 hommes armés ont ouvert le feu sur l'hôtel Layali Dubai (Dubai Nights) avant d'y mettre le feu. 2 personnes ont été tuées et 13 blessées.

## Trafic sexuel
Le Yémen est un pays d'origine et, dans une moindre mesure, de transit et de destination, pour les femmes et les enfants victimes de trafic sexuel. Le conflit en cours, l’absence d’état de droit et la détérioration de l’économie ont probablement perturbé certains schémas de trafic et en ont exacerbé d’autres. Les trafiquants, les responsables de la sécurité et les employeurs ont forcé certains enfants yéménites à se livrer à la traite sexuelle en Arabie saoudite. Avant le conflit, le Yémen était un point de transit et une destination pour les femmes et les enfants, principalement originaires de la Corne de l'Afrique, qui étaient victimes de trafic sexuel. Des Éthiopiens et des Somaliens se sont rendus volontairement au Yémen dans l'espoir de trouver un emploi dans les pays du Golfe, mais certaines femmes et enfants de cette population peuvent avoir été exploités dans le trafic sexuel au Yémen. D'autres ont migré sur la base d'offres d'emploi frauduleuses en tant que travailleurs domestiques au Yémen, où ils ont ensuite été victimes de trafic sexuel. Certaines femmes réfugiées étaient auparavant contraintes de se prostituer dans les gouvernorats d'Aden et de Lahij. L'ONU a estimé que le conflit syrien prolongé a entraîné un afflux de jusqu'à 100 000 réfugiés syriens au Yémen; les femmes et les enfants syriens réfugiés qui mendient dans les rues sont très vulnérables au trafic sexuel dans le pays.
Des enfants yéménites ont été victimes de trafic sexuel dans le pays et en Arabie saoudite. Des filles d'à peine 15 ans auraient été exploitées à des fins commerciales dans des hôtels et des clubs des gouvernorats de Sanaa, Aden et Taiz . Avant le conflit, la plupart des touristes sexuels d'enfants au Yémen venaient d'Arabie saoudite, un pourcentage plus faible provenant d'autres pays du Golfe, y compris les Émirats arabes unis.
Le Bureau du département d'État des États-Unis pour la surveillance et la lutte contre la traite des personnes classe le Yémen comme un pays « cas spécial ».